# Zygonyx elisabethae
Zygonyx elisabethae е вид водно конче от семейство Libellulidae. Видът не е застрашен от изчезване.

## Разпространение
Разпространен е в Мадагаскар.